# Люйлян
Люйлян (кит. спр. 吕梁市, піньїнь: Lǚliáng Shì) — місто-округ в центральнокитайській провінції Шаньсі. 

## Географія
Люйлян розташовується на заході центральної частини провінції.

### Клімат
Місто знаходиться у зоні, котра характеризується вологим континентальним кліматом з теплим літом. Найтепліший місяць — липень із середньою температурою 22.8 °C (73 °F). Найхолодніший місяць — січень, із середньою температурою -7.2 °С (19 °F).
| Клімат Люйляна (район Ліши) | Клімат Люйляна (район Ліши) | Клімат Люйляна (район Ліши) | Клімат Люйляна (район Ліши) | Клімат Люйляна (район Ліши) | Клімат Люйляна (район Ліши) | Клімат Люйляна (район Ліши) | Клімат Люйляна (район Ліши) | Клімат Люйляна (район Ліши) | Клімат Люйляна (район Ліши) | Клімат Люйляна (район Ліши) | Клімат Люйляна (район Ліши) | Клімат Люйляна (район Ліши) | Клімат Люйляна (район Ліши) |
| Показник                    | Січ.                        | Лют.                        | Бер.                        | Квіт.                       | Трав.                       | Черв.                       | Лип.                        | Серп.                       | Вер.                        | Жовт.                       | Лист.                       | Груд.                       | Рік                         |
| Середній максимум, °C       | 0                           | 3                           | 10                          | 18                          | 24                          | 28                          | 29                          | 27                          | 22                          | 16                          | 8                           | 0                           | 15                          |
| Середня температура, °C     | −7                          | −3                          | 3                           | 11                          | 17                          | 21                          | 23                          | 21                          | 16                          | 10                          | 2                           | −5                          | 9                           |
| Середній мінімум, °C        | −13                         | −9                          | −2                          | 3                           | 9                           | 14                          | 17                          | 15                          | 9                           | 3                           | −3                          | −11                         | 2                           |
| Норма опадів, мм            | 3                           | 5                           | 12                          | 25                          | 38                          | 58                          | 120                         | 118                         | 77                          | 33                          | 15                          | 3                           | 507                         |
| --------------------------- | --------------------------- | --------------------------- | --------------------------- | --------------------------- | --------------------------- | --------------------------- | --------------------------- | --------------------------- | --------------------------- | --------------------------- | --------------------------- | --------------------------- | --------------------------- |
| Джерело: Weatherbase        |                             |                             |                             |                             |                             |                             |                             |                             |                             |                             |                             |                             |                             |

## Адміністративний поділ
Міський округ поділяється на 1 район, 2 міста і 10 повітів:
| Карта                                                                                | Карта   | Карта    | Карта            |
| ------------------------------------------------------------------------------------ | ------- | -------- | ---------------- |
| Сін Лінь Люйлінь Шилоу Лань Фаншань Ліши Чжун'ян Цзяокоу Цзяочен Веньшуй Феньян Сяої |         |          |                  |
| Статус                                                                               | Назва   | Оригінал | Населення (2020) |
| Район                                                                                | Ліши    | 离石区   | 456 355          |
| Місто                                                                                | Сяої    | 孝义市   | 477 289          |
| Місто                                                                                | Феньян  | 汾阳市   | 407 647          |
| Повіт                                                                                | Веньшуй | 文水县   | 372 580          |
| Повіт                                                                                | Лань    | 岚县     | 148 315          |
| Повіт                                                                                | Лінь    | 临县     | 394 713          |
| Повіт                                                                                | Люйлінь | 柳林县   | 287 969          |
| Повіт                                                                                | Сін     | 兴县     | 183 484          |
| Повіт                                                                                | Фаншань | 方山县   | 112 692          |
| Повіт                                                                                | Цзяочен | 交城县   | 226 768          |
| Повіт                                                                                | Цзяокоу | 交口县   | 95 313           |
| Повіт                                                                                | Чжун'ян | 中阳县   | 138 498          |
| Повіт                                                                                | Шилоу   | 石楼县   | 96 808           |